# St Briavels Castle
St Briavels Castle är ett slott i Storbritannien.   Det ligger i grevskapet Gloucestershire och riksdelen England, i den södra delen av landet, 170 km väster om huvudstaden London. St Briavels Castle ligger 212 meter över havet.
Terrängen runt St Briavels Castle är kuperad åt sydväst, men åt nordost är den platt. St Briavels Castle ligger uppe på en höjd. Runt St Briavels Castle är det tätbefolkat, med 476 invånare per kvadratkilometer. Närmaste större samhälle är Caldicot, 18,6 km söder om St Briavels Castle. 